# Průhonice
Průhonice este o comună și un sat din districtul Praga-Vest din regiunea Boemia Centrală din Cehia. Are o populație de aproximativ 2.800 de locuitori. Este cunoscut pentru Parcul Průhonice, care a fost inclus în 2010 pe lista UNESCO a Patrimoniului Mondial. În parc se află și Biserica romanică a Nașterii Maicii Domnului, cea mai veche clădire din comună care s-a păstrat.

## Diviziuni administrative
Průhonice este format din două diviziuni administrative (în paranteze populația conform recensământului din 2021):
- Průhonice (2.857)
- Rozkoš (66)

## Geografie
Průhonice se află la aproximativ 4 kilometri (2 mi) sud-est de capitala Praga. Se găsește într-un peisaj plat al Podișului Praga. Râul Botič curge prin comună. Teritoriul comunei este bogat în mici iazuri de pește.

## Istorie
Prima mențiune scrisă despre Průhonice datează din anul 1187, când a fost sfințită Biserica Nașterea Maicii Domnului. Primii proprietari documentați ai satului sunt din anii 1270, când a fost proprietatea unei familii, domnii de Průhonice. În secolul al XIV-lea, Průhonice a fost deținut de domnii de Říčany. În secolul al XVI-lea, Průhonice a fost deținut de familia Zapský de Zápy⁠(d). Aceștia din urmă au reconstruit castelul local ca o reședință aristocratică în stil renascentist.
Moșia a înflorit în secolul al XVIII-lea, când a fost deținută de cei din familia Desfours. În secolul al XIX-lea, Průhonice a ajuns proprietate a familiei Nostitz-Rieneck. Johann Nepomuk von Nostitz-Rieneck a reconstruit complet Castelul din Průhonice în stil neoclasic.

## Transporturi

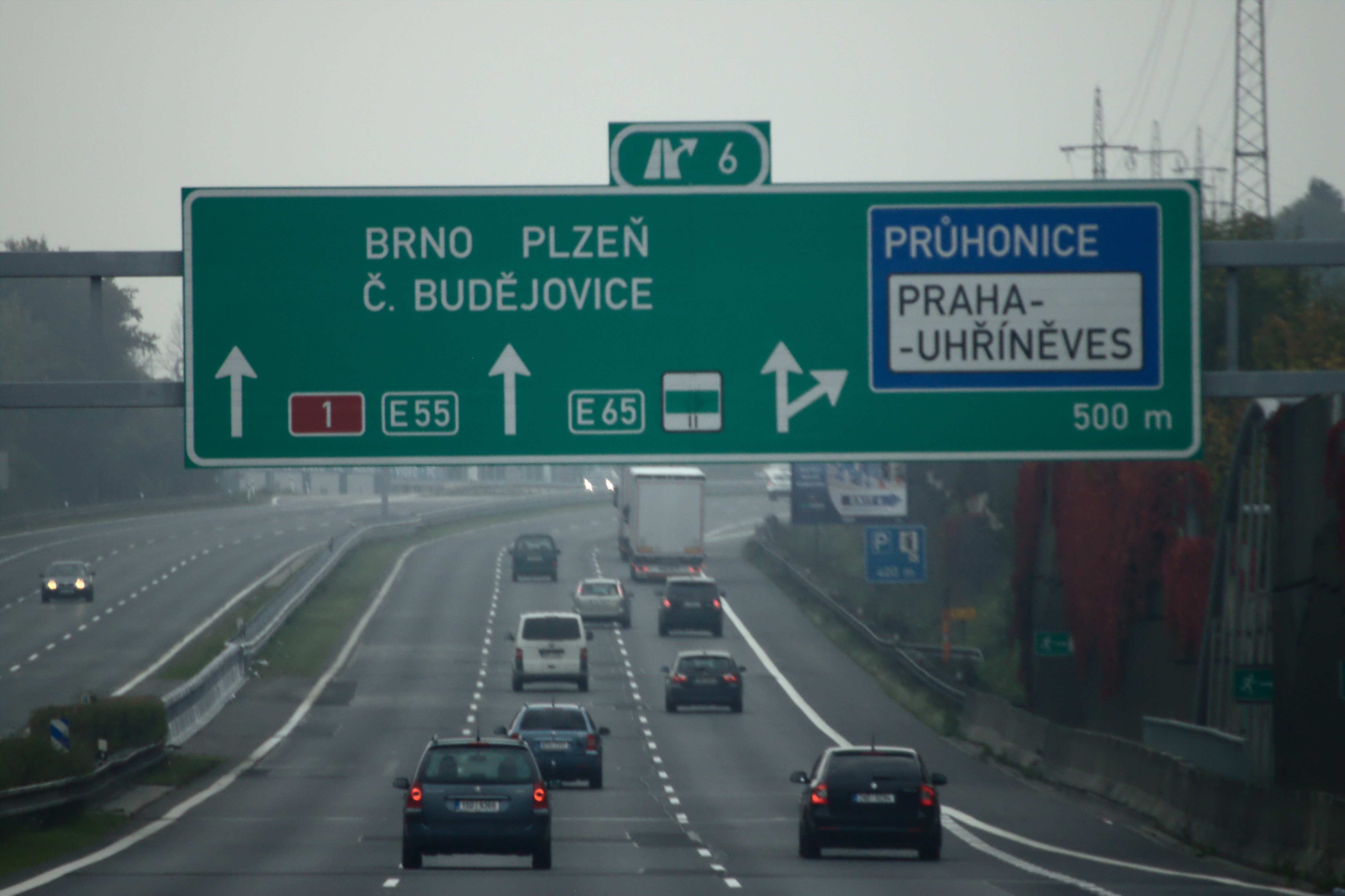
D1

Autostrada D1 de la Praga spre Brno trece prin comună. La 1 ianuarie 2023, o secțiune de 5,2 kilometri (3,2 mi) a autostrăzii D1 de la Praga la Průhonice a fost reclasificată ca un drum de primă clasă.

## Obiective turistice

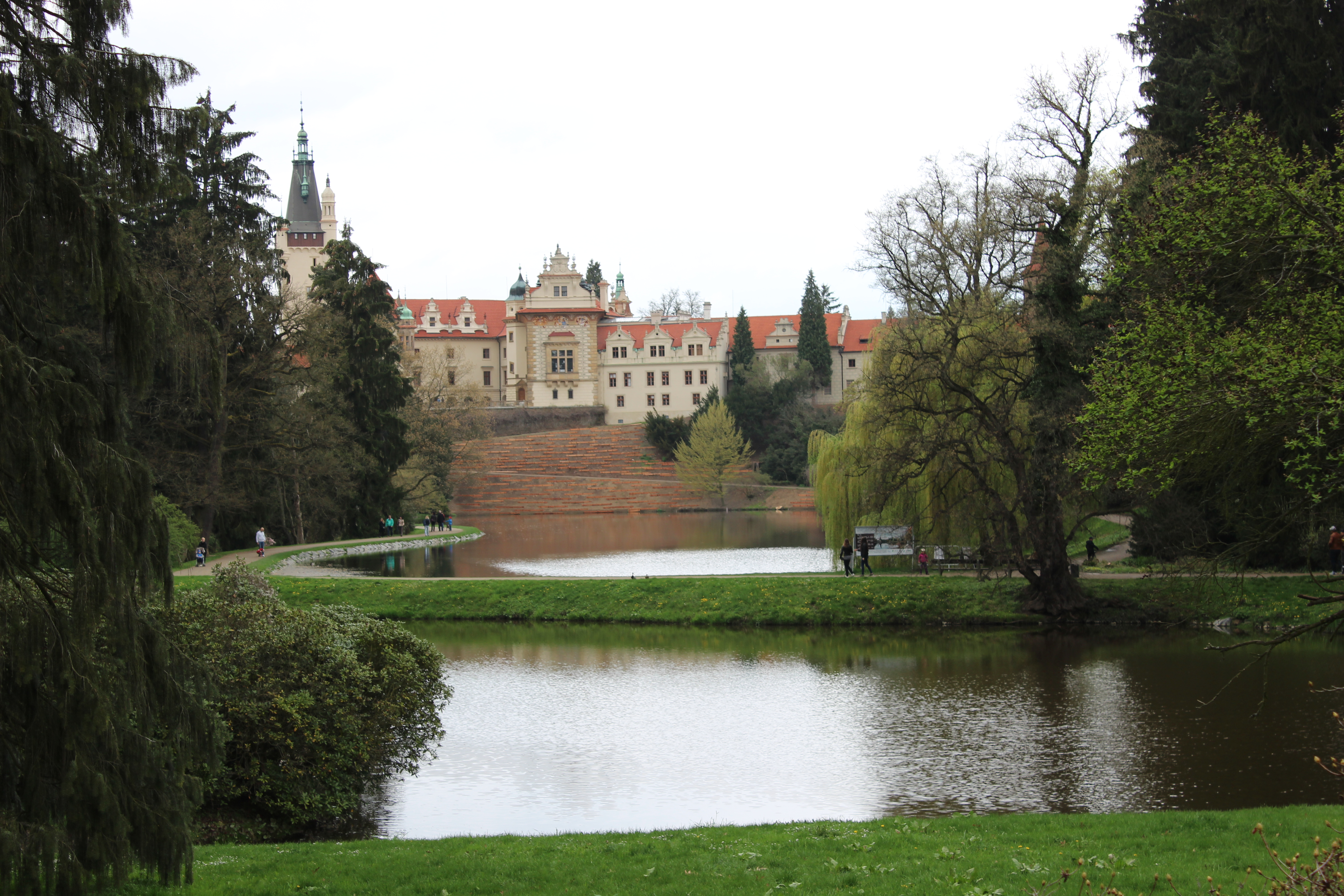
Castelul Průhonice și parcul său

Parcul Castelului Průhonice este unul dintre cele mai importante parcuri de castel din Cehia. Din 2010, este protejat ca monument cultural național. Ulterior. în același an, a fost inclus și pe lista UNESCO a Locurilor din Patrimoniului Mondial (ca parte a Centrului Istoric al Pragăi). Este descrisă ca o „capodoperă originală a arhitecturii peisagistice de grădină de importanță mondială”. Are o suprafață de 250 de hectare, din care 211,42  hectare se află în Patrimoniul Mondial UNESCO. A fost fondat în anul 1885 de către contele Arnošt Emanuel Silva Tarouca.
În parc se află și Biserica romanică a Nașterii Maicii Domnului. Este cea mai veche clădire din comună care s-a păstrat.
Grădina Dendrologică a fost fondată în anii 1970. Aceasta are o suprafață de 73 de hectare. Aici se află aproximativ 5.000 de taxoni de plante lemnoase și perene, ceea ce o face una dintre cele mai mari colecții de plante ornamentale din Cehia.

## Persoane notabile
- Andrej Babiš (născut 1954), politician și om de afaceri; locuiește aici